# Michele Scarponi
Pour les articles homonymes, voir Scarponi.
Michele Scarponi, né le 25 septembre 1979 à Jesi et mort le 22 avril 2017 à Filottrano dans la province d'Ancône de la région des Marches, est un coureur cycliste italien.
Professionnel à partir de 2002, qui a couru en 2011 pour l'équipe Lampre-ISD devenue Lampre-Merida en 2013. Il est ensuite membre de l'équipe Astana. Il a remporté a posteriori le Tour d'Italie 2011 à la suite du déclassement pour dopage d'Alberto Contador. Il a été suspendu deux ans de 2006 à 2008 après avoir avoué s'être procuré des produits dopants auprès du docteur Eufemiano Fuentes. Il meurt le 22 avril 2017 dans un accident de la route à l'entraînement.

## Biographie

### Enfance et carrière amateur
En 2001, Michele Scarponi participe aux championnats du monde à Lisbonne au Portugal. Il y prend la huitième place du contre-la-montre des moins de 23 ans.

### 2002: débuts professionnels et premier Tour d'Italie
Michele Scarponi passe professionnel en 2002 dans l'équipe Acqua & Sapone-Cantina Tollo. Très prometteur, il remporte au cours de sa première année professionnelle une étape de la Semaine cycliste lombarde et termine 18e du Tour d'Italie pour sa première participation. 

### 2003-2004: leader sur les grands tours chez Domina Vacanze
En 2003 et 2004, au sein de l'équipe Domina Vacanze-Elitron devenue par la suite Domina Vacanze, Scarponi se révèle au plus haut niveau sur tous les terrains. Sur les courses par étapes, il remporte une étape du Tour des Abruzzes 2003, puis s'impose en 2004 sur la Semaine cycliste lombarde, dont il remporte deux étapes, et la Course de la Paix, dont il remporte une étape. Il obtient également diverses places d'honneur sur la Semaine internationale Coppi et Bartali (3e et vainqueur d'étape) et sur le Tour d'Autriche, la même année (2e). Sur les grands tours, il termine 16e du Tour d'Italie 2003 et 13e du Tour d'Espagne 2003. Enfin, sur les classiques wallonnes, il termine notamment 4e de Liège Bastogne-Liège et 7e en 2004, 4e de la Flèche wallonne et 7e de l'Amstel Gold Race. 

### 2005-2006: équipier de Heras chez Liberty Seguros-Würth, affairePuerto
En 2005, il quitte la Domina Vacanze pour l'équipe espagnole Liberty Seguros-Würth. Décevant, il termine tout de même 11e du Tour d'Espagne. À l'été 2006, il est suspecté de dopage dans l'Affaire Puerto, subit la dissolution de la Liberty Seguros-Würth et rejoint en 2007 l'équipe Acqua & Sapone-Caffè Mokambo. 
Après un bon début d'année, marqué par une victoire sur la Semaine internationale Coppi et Bartali, une deuxième place au Tour du Trentin et une 9e place sur Tirreno-Adriatico, il avoue au mois de mai s'être procuré des produits dopants auprès du docteur Fuentes, peu après qu'Ivan Basso en a fait de même. Il est suspendu 18 mois par le Comité olympique italien. Le Tribunal arbitral du sport a porté cette suspension à deux ans, mais a pris en compte les périodes d'inactivité de fait du coureur en 2006 et 2007, réduisant la période réelle de suspension à treize mois. Cette période a pris fin le 1er août 2008.

### Fin 2008-2010: retour de suspension chez Serramenti PVC Diquigiovanni-Androni Giocattoli
À cette date, Scarponi s'engage dans l'équipe Serramenti PVC Diquigiovanni-Androni Giocattoli. Il réussit un retour remarqué en remportant la sixième étape et le classement général de Tirreno-Adriatico 2009, sa première victoire de ce niveau.
En 2010, il rate de peu le doublé en terminant deuxième du Tirreno-Adriatico, remporté par Stefano Garzelli dans la même seconde et réalise un très bon Tour d'Italie, remportant la montagneuse 19e étape, et finissant quatrième du classement général, à treize secondes du troisième Vincenzo Nibali.
En août 2010, son transfert dans l'équipe Lampre-ISD pour la saison 2011 est annoncé. Il signe un contrat de deux ans avec cette formation. Le 16 octobre 2010, il termine deuxième du Tour de Lombardie 2010 disputé dans le froid, le brouillard et la pluie, derrière Philippe Gilbert.

### 2011-2013: victoire sur Tour d'Italie et affaire de dopage

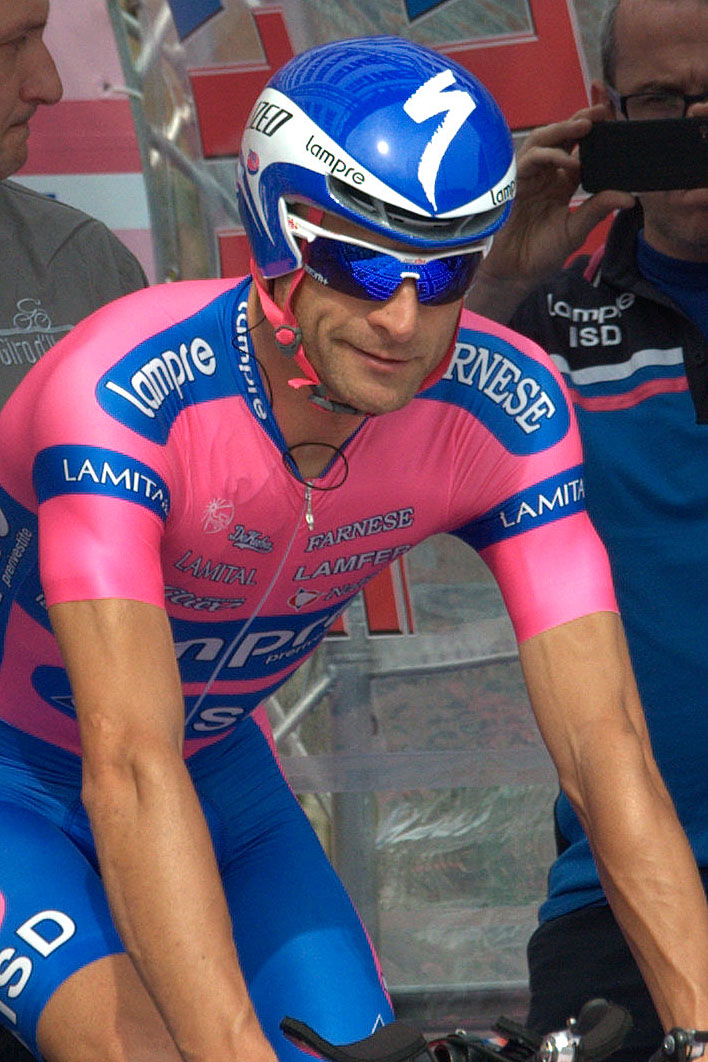
Michele Scarponi sur le Tour d'Italie 2012

En 2011, il est membre de l'équipe Lampre-ISD. Il se classe deuxième du Tour d'Italie, derrière Alberto Contador. Celui-ci est déclassé en février 2012 par le Tribunal arbitral du sport pour un contrôle antidopage positif lors du Tour de France 2010,, permettant à Scarponi de remporter son premier grand tour, ainsi que le classement par points de ce tour.
En décembre 2012, le tribunal du Comité national olympique italien (CONI) annonce une condamnation à une suspension de trois mois de Scarponi ainsi que 10 000 euros d'amende pour avoir travaillé avec le médecin italien Michele Ferrari, ce que le CONI a interdit aux sportifs italiens en raison de l'implication du médecin dans plusieurs affaires de dopage. La suspension débute au 1er octobre 2012.

### 2014-2017: membre de l'équipe Astana
En 2014, il signe un contrat avec l'équipe Astana, pour devenir équipier de l'Italien Vincenzo Nibali. Pour ses débuts sous ses nouvelles couleurs, il se classe neuvième de Tirreno-Adriatico au printemps. Plus tard dans la saison il participe pour la dixième fois au Tour d'Italie et abandonne lors de la seizième étape. Engagé par sa formation sur le Tour de France, il travaille en montagne pour servir les intérêts de son leader, vainqueur de cette édition, et termine en 49e position.
L'année 2015 voit Scarponi briller sur quelques épreuves espagnoles, il finit notamment second du Tour de Burgos, derrière son coéquipier estonien Rein Taaramäe, et sixième du Tour du Pays basque. Durant l'été, il participe une nouvelle fois au Tour de France. Au mois de septembre, il prolonge d'un an le contrat qui le lie à l'équipe Astana.
Au printemps 2017, Michele Scarponi se préparait pour le Giro, où le forfait de Fabio Aru lui conférait un statut de leader chez Astana. Dans cet objectif, il participe au Tour des Alpes où il remporte la première étape et est quatrième du classement général final. Il rentre chez lui et part s'entraîner le lendemain matin.

### Décès
Durant un entraînement, Michele Scarponi est tué lors d'un accident de la route à un carrefour situé à quelques kilomètres de chez lui, le 22 avril 2017, percuté par une camionnette pick-up Iveco Daily. Les secouristes arrivent rapidement sur les lieux, mais le cycliste est mort sur le coup. Le lendemain, l'ensemble des coureurs lui rend hommage avant le départ de Liège-Bastogne-Liège. Il est enterré le mardi 25 avril, dans sa commune de Filottrano, avec un maillot de sa dernière équipe : Astana. À la suite de cet accident, l'enquête révélera que le chauffeur de la camionnette, contrairement à ses premières déclarations où il disait avoir été ébloui par le soleil, regardait une vidéo sur son smartphone au moment de l'accident. Celui-ci est décédé peu après d'un cancer. La cinquième étape de Tirreno-Adriatico 2018 arrive à Filottrano, en l'hommage de Scarponi.

### Vie personnelle
Scarponi était marié à Anna Tommasi, avec qui il a eu des jumeaux, Giacomo et Tommaso.

## Caractéristiques
Estimé dans le peloton en raison de son caractère affable et sa bonne humeur,, Michele Scarponi est considéré durant sa carrière comme un grimpeur, pouvant exercer le rôle de chef de file ou de lieutenant sur les principales courses à étapes du calendrier.

## Palmarès et classements mondiaux

### Palmarès amateur
- 1997
  -  Champion d'Italie sur route juniors
  - 3e du Grand Prix Rüebliland
- 2001
  - Circuito Internazionale di Caneva
  - Mémorial Danilo Furlan
  - 5e étape du Tour des régions italiennes
  - 2e du Tour des régions italiennes
  - 2e du Giro del Belvedere
  - 8e du championnat du monde du contre-la-montre espoirs

### Palmarès professionnel
| - 2002 - 3eb étape de la Semaine cycliste lombarde (contre-la-montre) - 2e de la Semaine cycliste lombarde - 2003 - 3e étape du Tour des Abruzzes - 3e du Tour des Abruzzes - 4e de Liège-Bastogne-Liège - 7e de l'Amstel Gold Race - 9e du Championnat de Zurich - 2004 - 4e étape de la Semaine internationale Coppi et Bartali - Semaine cycliste lombarde : - Classement général - 1re (contre-la-montre) et 2e étapes - Course de la Paix : - Classement général - 4e étape - 2e du Tour d'Autriche - 4e de la Flèche wallonne - 7e de Liège-Bastogne-Liège - 2007 - Semaine internationale Coppi et Bartali : - Classement général - 2e étape - 2e du Tour du Trentin - 9e de Tirreno-Adriatico - 2009 - Tirreno-Adriatico : - Classement général - 6e étape - 6e et 18e étapes du Tour d'Italie - 2010 - 4e étape de Tirreno-Adriatico - Semaine cycliste lombarde : - Classement général - Prologue - 19e étape du Tour d'Italie - 2e du Tour de Lombardie - 2e de Tirreno-Adriatico - 2e du Grand Prix de l'industrie et du commerce de Prato - 3e du Tour d'Émilie - 4e du Tour d'Italie | - 2011 - 5e étape du Tour de Sardaigne - 4e étape de Tirreno-Adriatico - Tour de Catalogne : - Classement général - 3e étape - Classement général du Tour du Trentin - Tour d'Italie : - Classement général - Classement par points - 3e de Tirreno-Adriatico - 6e de Milan-San Remo - 2012 - 4e du Tour d'Italie - 7e de Tirreno-Adriatico - 8e du Tour du Pays basque - 8e de Liège-Bastogne-Liège - 2013 - Grand Prix de la côte étrusque - 2e du championnat d'Italie sur route - 3e du Tour de Catalogne - 4e du Tour d'Italie - 5e de Liège-Bastogne-Liège - 2014 - 9e de Tirreno-Adriatico - 2015 - 2e du Tour de Burgos - 6e du Tour du Pays basque - 2016 - 1re étape du Tour du Trentin (contre-la-montre par équipes) - 2e étape du Tour de Burgos (contre-la-montre par équipes) - 2017 - 1re étape du Tour des Alpes |  |

### Résultats sur les grands tours

#### Tour de France
4 participations
- 2004 : 32e
- 2012 : 24e
- 2014 : 49e
- 2015 : 41e

#### Tour d'Italie
11 participations
- 2002 : 18e
- 2003 : 16e
- 2005 : 47e
- 2006 : abandon
- 2009 : 32e, vainqueur des 6e et 18e étapes
- 2010 : 4e, vainqueur de la 19e étape
- 2011 :  Vainqueur du classement général[n 7] ,  vainqueur du classement par points
- 2012 : 4e
- 2013 : 4e
- 2014 : abandon (16e étape)
- 2016 : 16e

#### Tour d'Espagne
5 participations
- 2003 : 13e
- 2005 : 11e
- 2011 : abandon (14e étape)
- 2013 : 15e
- 2016 : 11e

### Classements mondiaux
| Année                  | 2005 | 2006 | 2007 | 2008 | 2009 | 2010 | 2011 | 2012 | 2013 | 2014 | 2015 |
| ---------------------- | ---- | ---- | ---- | ---- | ---- | ---- | ---- | ---- | ---- | ---- | ---- |
| Classement ProTour     | 113e |      |      |      |      |      |      |      |      |      |      |
| Calendrier mondial UCI |      |      |      |      | 34e  | 12e  |      |      |      |      |      |
| UCI World Tour         |      |      |      |      |      |      | 4e   | 22e  | 16e  | 137e | 89e  |
| UCI Europe Tour        |      |      | 38e  | 760e | 297e | 13e  |      |      |      |      |      |

## Distinction
- Oscar TuttoBici : 2011
- Un monument en bois à son effigie a été érigé au Col Agnel qui relie la France (Hautes-Alpes) et l'Italie (Piémont). Il avait passé ce col en tête lors de la 19e étape du Tour d'Italie 2016

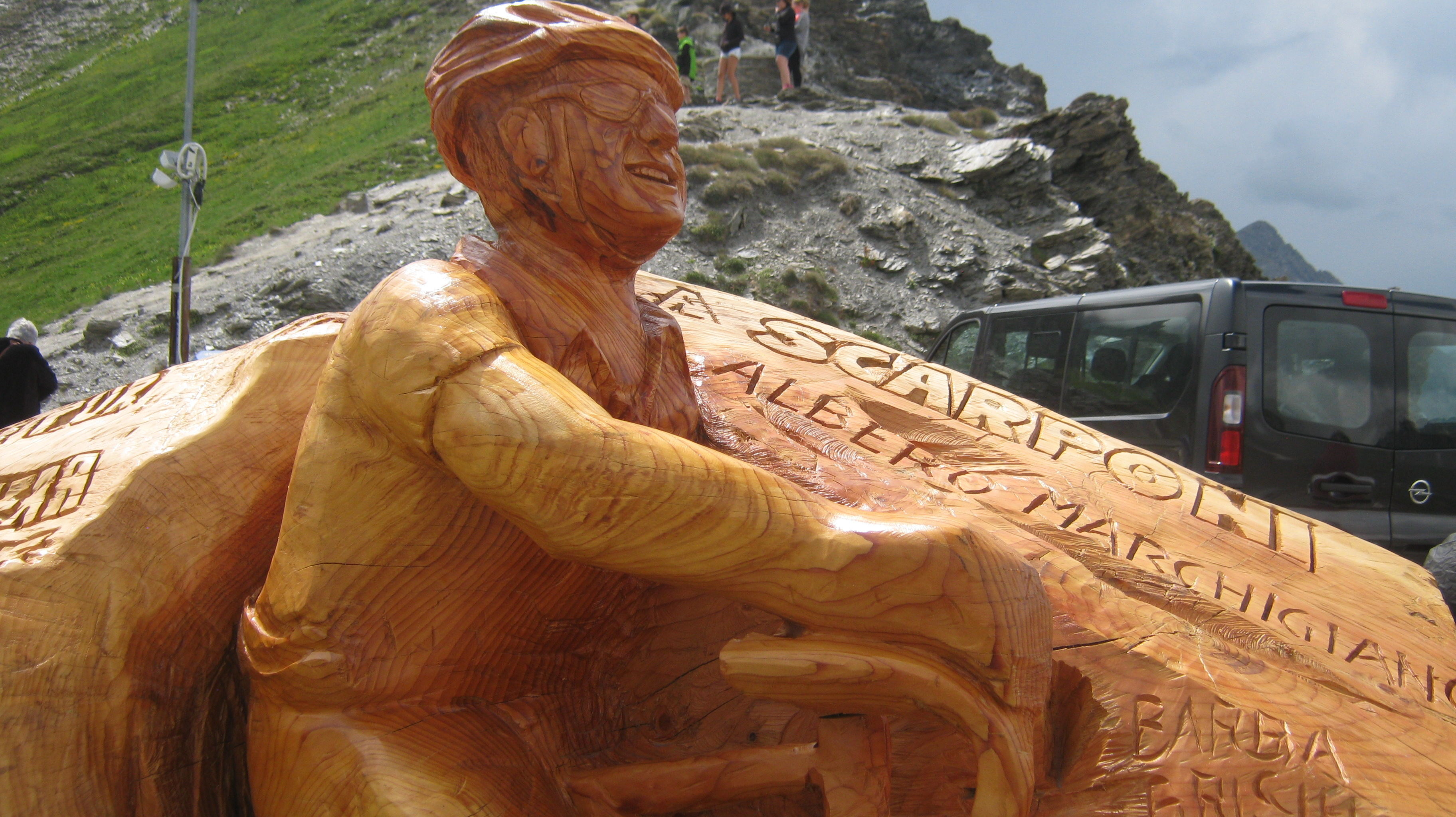